# رادئون آر ایکس سری ۶۰۰۰
رادئون آر ایکس سری ۶۰۰۰ (انگلیسی: Radeon RX 6000 series) مجموعه واحد پردازش گرافیکی توسعه یافتهٔ شرکت ای‌ام‌دی و جانشین مجموعهٔ موفق قبلی تحت عنوان رادئون سری ۵۰۰۰ می‌باشد. سری ۶۰۰۰، توسعه‌یافته بر پایهٔ فناوری نسخه دوم آر.دی.ان. ای است.